# أبو أحمد المنجمي
أبو أحمد يحيى بن علي بن يحيى بن أبي منصور أبان المنجمي (241/855-56 - في 13 ربيع الأول 300/29 تشرين الأول 912) كان عالم موسيقى ومؤرخًا أدبيًا وشاعرًا فارسيًا من العصر الذهبي للإسلام. كان ينتمي إلى عائلة بني منجم، وهي عائلة من أصل إيراني، ارتبطت بالبلاط العباسي لأكثر من قرنين من الزمان. وكان والده علي بن يحيى المنجم (ت 888) من تلاميذ الموسيقي الشهير إسحاق الموصلي.
اشتهر بشكل رئيس بكتابه رسالة في الموسيقى الذي كتبه للخليفة المعتضد. ومن أعماله الشهيرة الأخرى، والتي لا تقل أهمية، مجموعة من السير الذاتية مع بعض الشعر بعنوان كتاب البحر في أخبار شعراء مخضرمي الدولتين. وقد أثنى عليه المرزباني كثيرًا ووصفه بأنه شاعر مرموق. وكان متمكنًّا من اللغة العربية، ويقال أنه ألف كتبًا كثيرة، وإن كانت أسماء تلك الكتب غير معروفة اليوم، وعلى الأغلب فقد ضاعت.